# アルバム (写真)

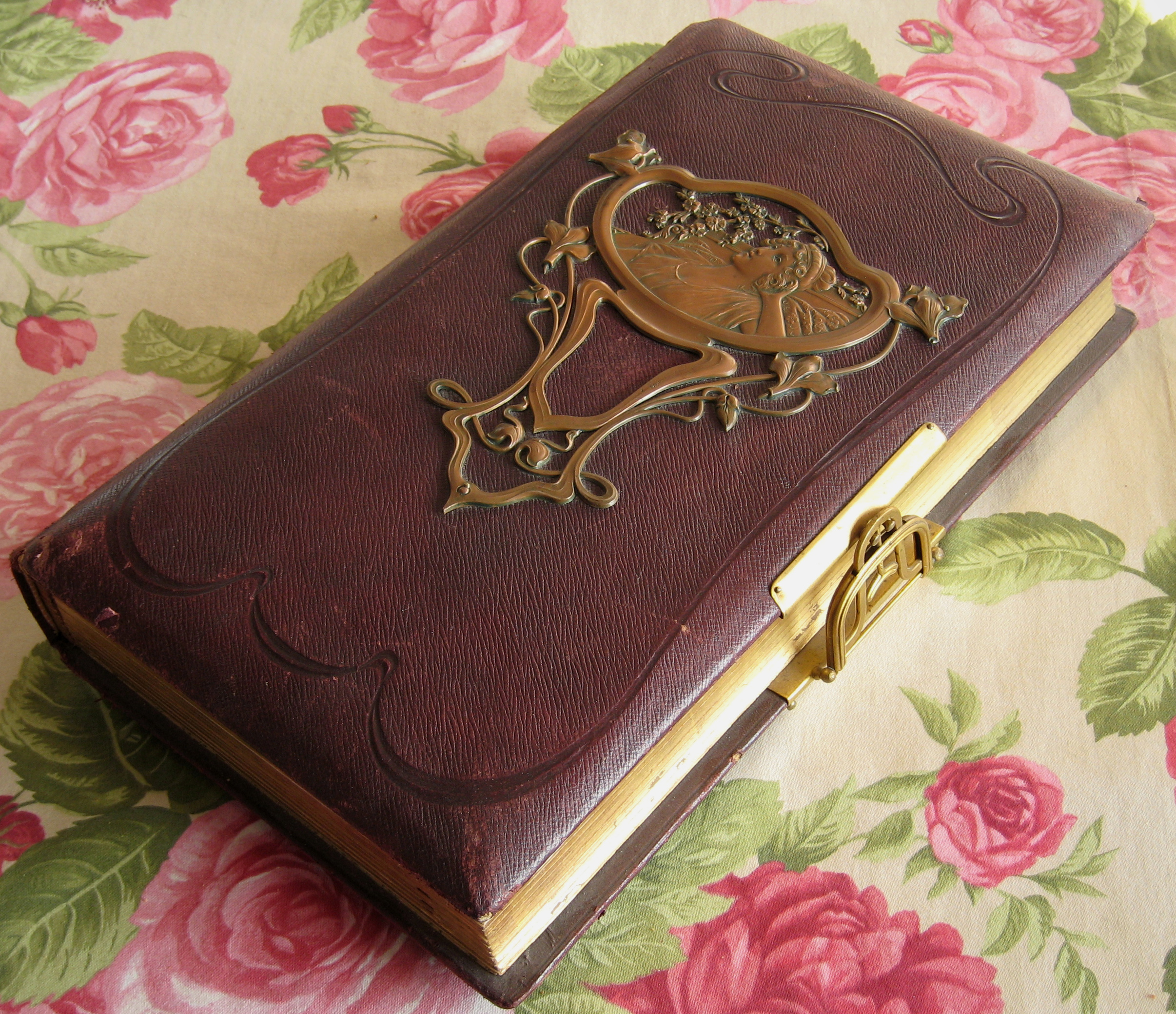
1900年頃の写真用アルバム

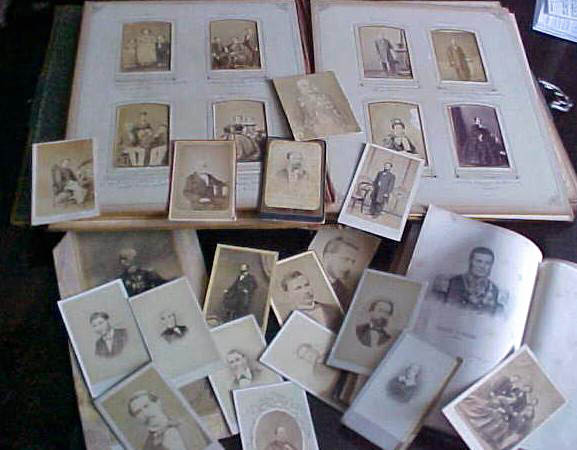
伝統的なアルバムと写真

アルバム (album) とは、写真を見やすいように並べて整理するための冊子。あるいは、そのような状態に整理された写真群。
「写真帖（しゃしんちょう、写真帳、寫眞帖）」とも。

## 概要
アルバム (album）という語はラテン語: albus （白い）に起源がある。古代ローマで議事録として使われた白い石版が名詞形の album と呼ばれたことから、関連する様々なものを記録にまとめたものを指すようになった。
伝統的なものでは本に似た体裁のものが一般的で、写真そのものを自由に貼り付けて個人ごとに作成するタイプと、学校の卒業記念のアルバム（卒業アルバム）のように印刷などで複数作成するタイプのものがある。
20世紀後期からはパソコンやデジタルカメラの普及により、写真やその他の画像をデジタル情報として管理することも普通になり、記録媒体内やインターネット上で、それらを旧来のアルバム風に整理したものもまたアルバムと呼ばれるようになった。
複数の楽曲などを収めたメディアを音楽アルバムと呼ぶのは、複数の音楽レコードを冊子状に収納した初期の形態が写真用アルバムに似ていたことによる。
また、映像を中心にしたテレビ番組などにも、アルバムをめくるように映像を見せるとの意から、『自然のアルバム』、『皇室アルバム』などの番組名がつけられたものがある。

## 伝統的なアルバム

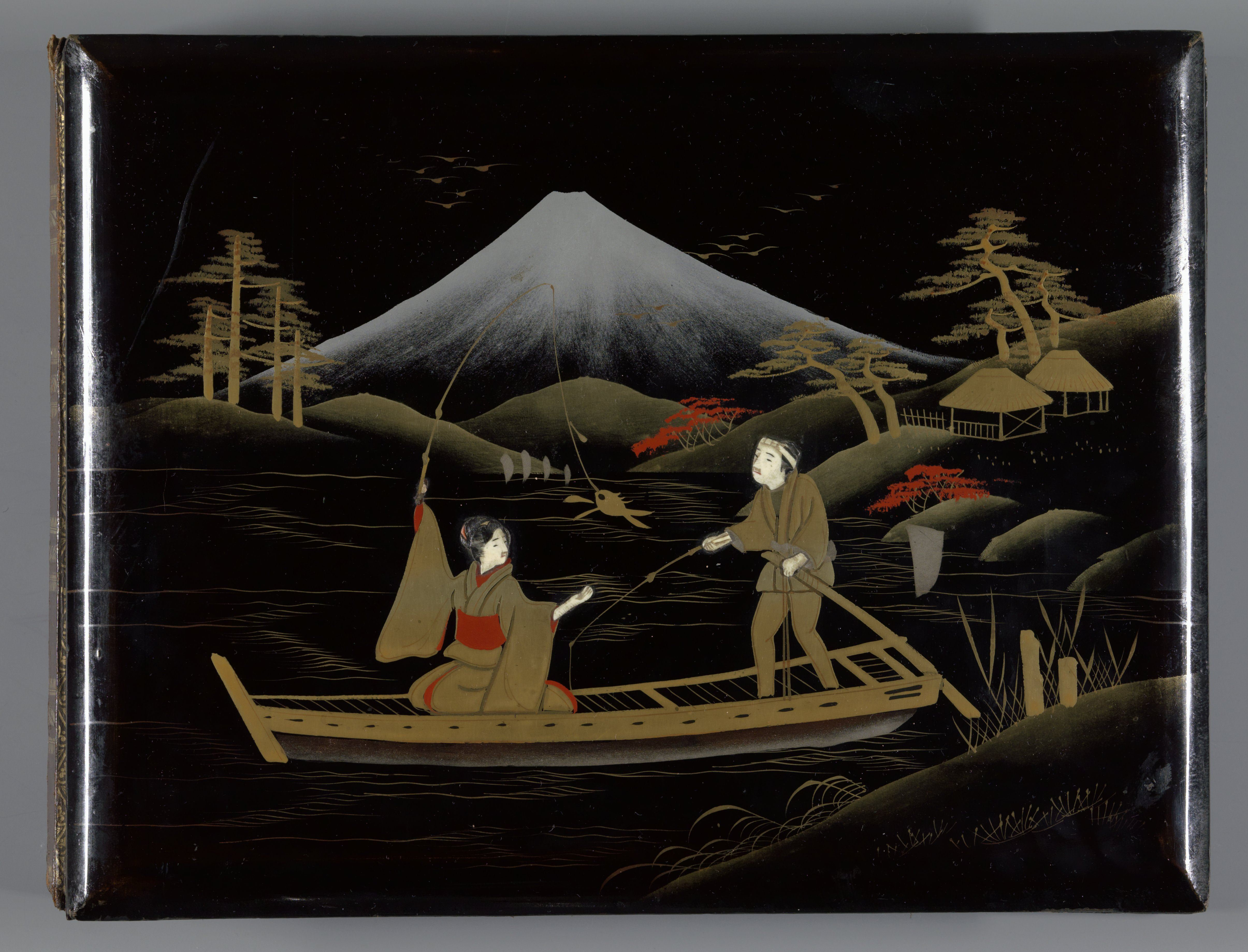
表紙に蒔絵を施したアルバム（19世紀後期）

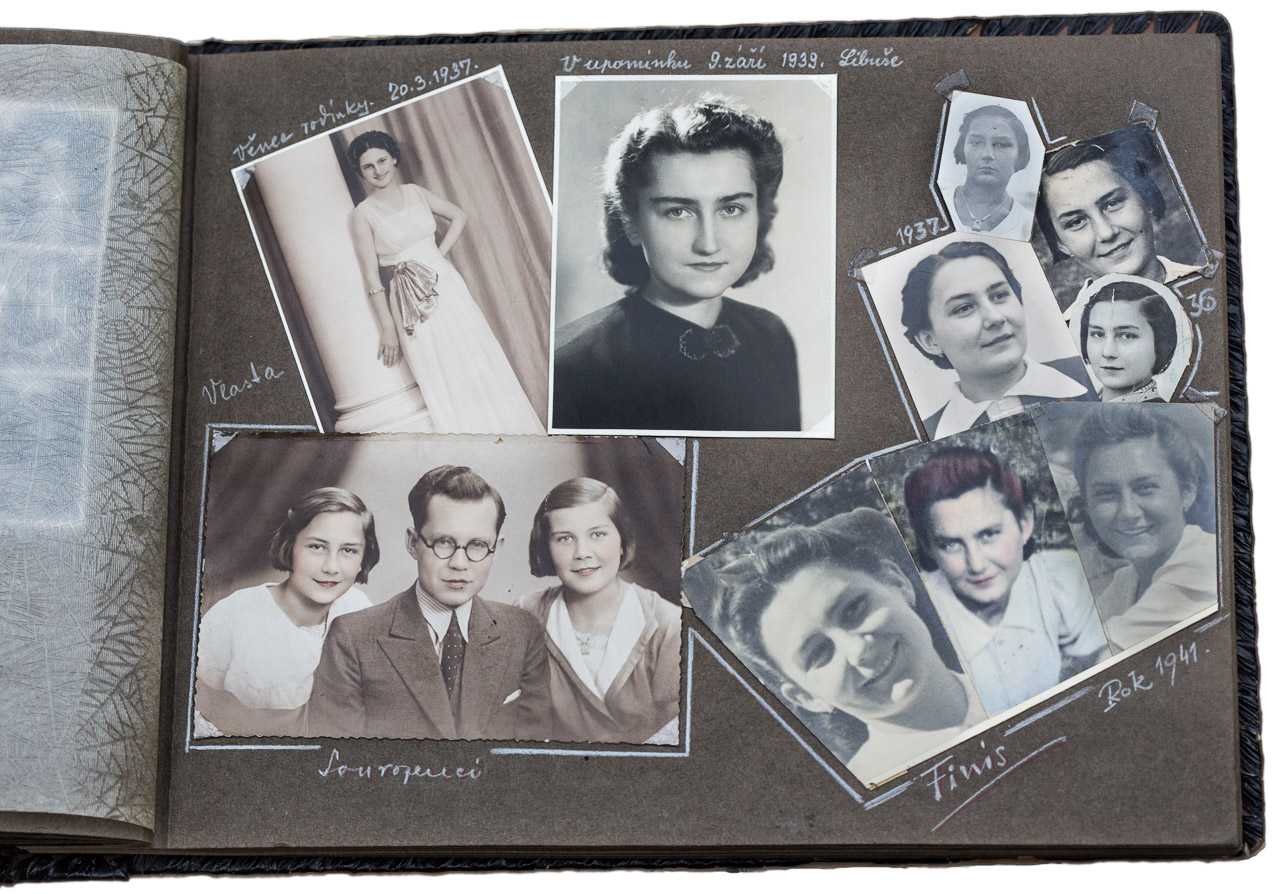
黒い台紙に貼り付けるタイプのアルバム

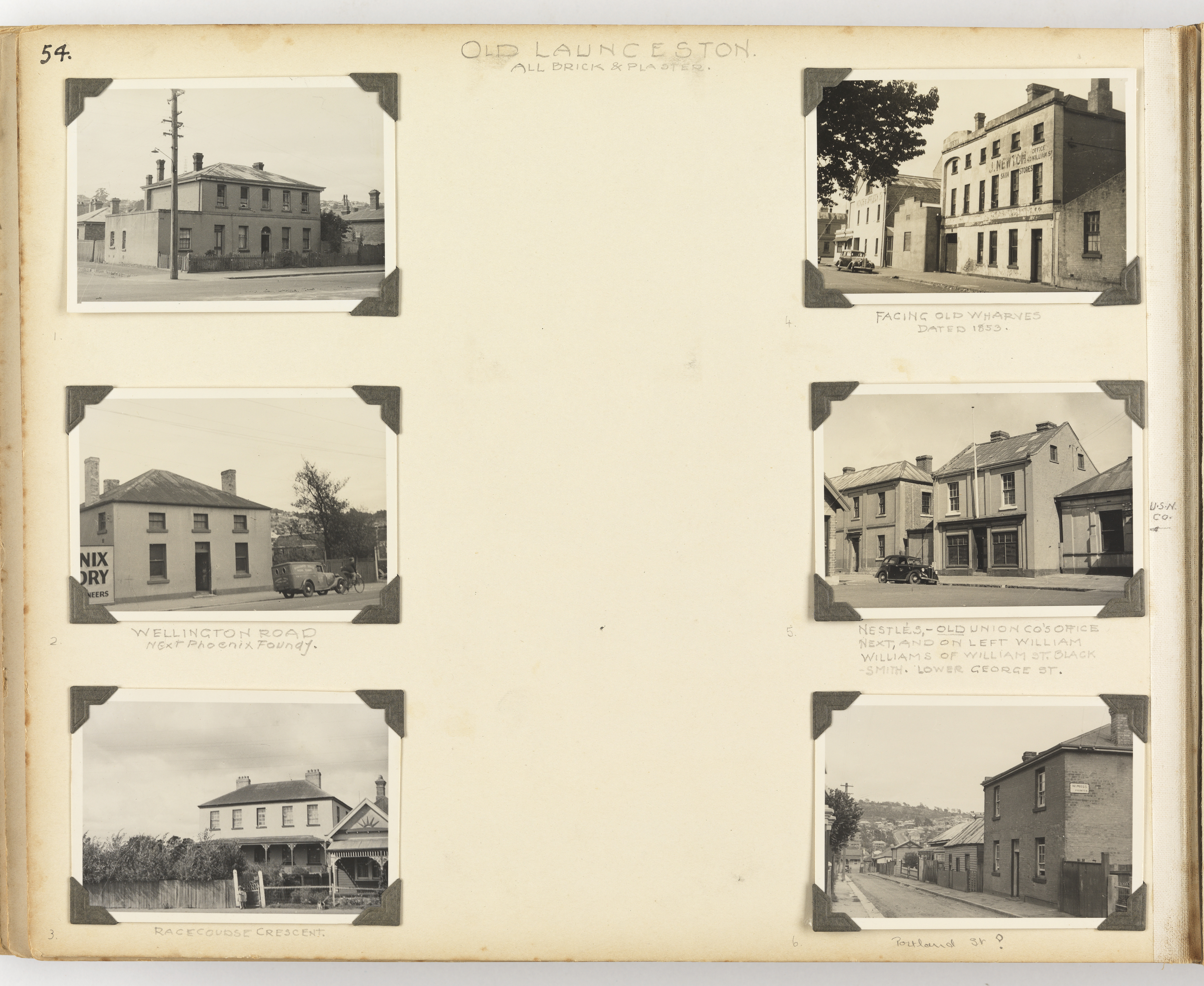
コーナーシールを使ったアルバム

アルバムの誕生は、当然のことながら写真の誕生よりも後である。日本では明治時代中頃から大正時代にかけて、写真館などで写真を撮ることが一般人にも普及し、それに呼応して個人的アルバムも多く作られるようになった。初期のものは、何も印刷されていない本の様なものに写真を糊などで貼り付ける方式のもので、原理としてはスクラップブックと同じであるが、貼った写真が折れたりしないよう、台紙も容易に折れない丈夫な厚紙で作られているのが普通である。当時のものは写真をきれいに見せるためか、台紙が黒いものが多く、このようなものでは写真の周囲に文字を書き添えたりするのには不便であった。またこの頃には卒業記念などのアルバムも盛んに作られるようになるが、それらは非貼り付けタイプで、紙もやや薄く、写真の周囲は白っぽい紙の地色であり、教諭や生徒の名前などは写真に重なるように綴じられた薄紙に印刷されるのが一般的な形態であった。
大正期から昭和時代前期にかけては個人用カメラが徐々に普及し始め、専門の写真師によらない個人的な日常のスナップ写真も多く撮られるようになってくると、一個人が所有する写真の枚数も格段に増えるようになった。この頃にはアルバムに直接貼り付けるのではなく、写真の角を差し込むコーナーシールを貼り付けるものが多くなってくる。この方法では、写真を痛めずに台紙からはずして人に譲ったり、他の写真との入れ替えが簡単にできるようになった。またこれに似たものとして、やや融通が利かないが、台紙に最初から差込スリットが付いたものなどもあった。
高度経済成長を経験した昭和中期後半、一家族が複数のカメラを所持することも珍しくなくなった頃、紙にあらかじめ弱い接着剤を線状に何本も付けて、その上を透明なシートで覆うものが出現した。この方式では、台紙の好きな場所に写真を置き、上にシートをかぶせることで簡単に整理ができる上、写真の表面はシートで保護され、必要に応じて位置や写真自体の交換も容易にできるという画期的なものである。しかし何度も脱着を繰り返すと接着力が弱まったり、接着剤に埃などが着いて見苦しくなったり、さらには長期間の貼付で写真が台紙に固着するなどの不便が生ずる場合もあるが、21世紀現在でも広く売られている。1968年には、所蔵写真の増加に呼応するように、綴じ込み部分の改良によって容易に台紙を追加できる方式を採用した「フエルアルバム」がナカバヤシから発売された。
昭和後期には子供がカメラを持ち歩くことも普通になり、さらに一個人所有の写真の枚数が増えた。そうなるといちいち厚紙に貼るタイプのアルバムだけでは到底間に合わなくなり、大量の写真をどんどん整理する必要が出てきた。その目的に合致したものとして、クリアーファイルに似て、写真が一枚ずつ入るように区分けされたポケット式のアルバムも盛んに利用されるようになった。このタイプでは樹脂製のポケットは非常に薄いため、貼り付けタイプのようにかさばることなくコンパクトに整理することができるようになった。しかしその反面、旧来のタイプで実現できた自由なレイアウトや書き込みその他による装飾などがほとんどできないため、見栄えは格段に劣る。したがって観賞用というよりも一時整理や大量保管などに向いたものともいえる。
このような変遷の結果、21世紀初頭の日本では、単なる整理目的の簡便なものから、結婚記念や子供の誕生記念などを目的とした豪華な装飾のある貼り付けタイプまで、各種目的に応じて様々なタイプのアルバムが販売されている。

## オンラインのアルバム
インターネットのweb上に撮影した写真をアップロードし、そこで公開したりするアルバムを作成することもできる。
様々なサービスがあり、写真の編集、サイズやレイアウトの変更、カバーデザインの変更などができる。
サイトによっては、キーワードで写真を整理したり、またコメントがつけられるようになっていたりというのもある。

### サービスの例
- Photoback
- Flickr
- フォト蔵
- OCNフォトフレンド

## ソフトウェア
最近ではデジタルカメラ等で撮った写真画像をパソコンでアルバム風に編集するソフトウェアが有料もしくは無料で配布されている。画像を加工したり、音楽を流したり、スライド式に表示したりと様々な表現方法がある。

## アルバムに関連する作品
- 『卒業写真』（荒井由実作詞 1975年 アルバム『COBALT HOUR』に収録　）--革表紙の卒業アルバムを開き、そこに写る「あの人」の写真を見て心を癒す情景を歌った作品。
- 『涙そうそう』（森山良子作詞 1998年）--古いアルバムを見ながら夭逝した兄を偲ぶ情景を歌った作品。